# Johann Nepomuk Czermak

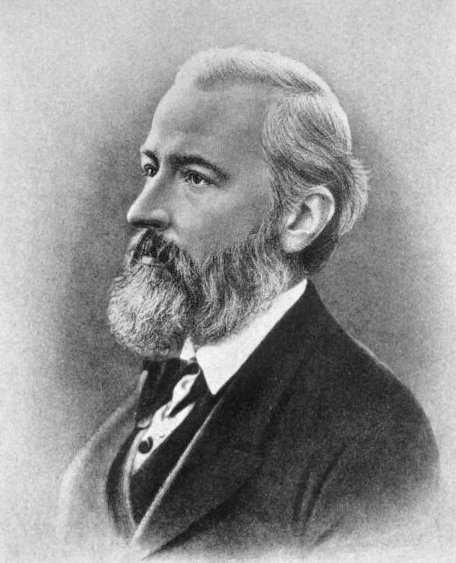
Johann Nepomuk Czermak

Johann Nepomuk Czermak (* 17. Juni 1828 in Prag, Kaisertum Österreich; † 16. September 1873 in Leipzig, Deutsches Reich) war ein österreichischer Physiologe, Hochschullehrer und Begründer der Laryngoskopie.

## Leben und Werdegang

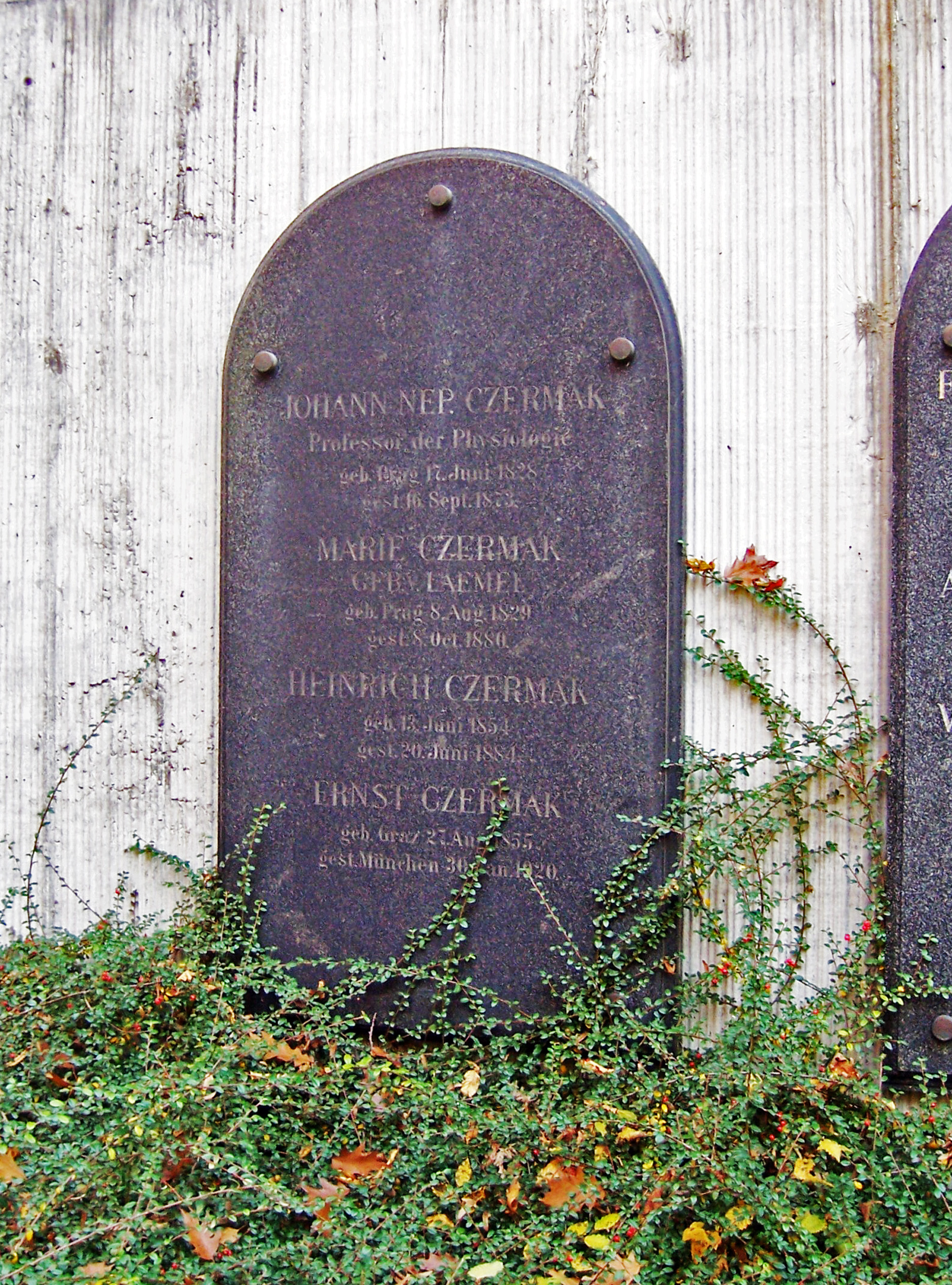
Grabplatte Johann Nepomuk Czermak, Lapidarium Alter Johannisfriedhof in Leipzig. Sein Grab befand sich auf dem Neuen Johannisfriedhof.

Johann Nepomuk Czermak stammte als Sohn des Arztes Johann Conrad Czermak (1797–1843) aus der Familie Czermak. Er studierte Medizin 1845/1846 an der Universität Wien, danach 1847 an den Universitäten Breslau (bei Jan Evangelista Purkyně, bei dem er auch wohnte) und seit 1849 in Würzburg, wo er Schüler Rudolf Virchows war und zum Doktor der Medizin promoviert wurde und Privatdozent war. Während seines Studiums wurde er 1847 Mitglied der Alten Burschenschaft Arminia Wien.
Nach einer 1850 begonnenen Assistentenzeit bei Purkyně am Physiologischen Institut in Prag wurde er 1855 ordentlicher Professor der Physiologie an der Universität Graz, war 1856/1857 an der Universität Krakau und 1858 bis 1860 in Pest. Nach Einführung des Ungarischen als Unterrichtssprache resignierte er 1860 und errichtete ein eigenes Privatlaboratorium in Prag mit einem Hörsaal. 1865 nahm er einen Ruf als Professor an die Universität Jena, 1869 an die Universität Leipzig an. Im Jahr 1860 hatte Czermak die moderne Rhinoskopie eingeführt. In Leipzig errichtete er eine Forschungs- und Lehreinrichtung in seinem eigenen Garten, das sogenannte Czermak’sche Spectatorium. Durch die Einführung des von Ludwig Türck und dem spanischen Opernsänger Manuel Patricio Rodríguez García entwickelten Kehlkopfspiegels wurde er einer der Begründer der Laryngoskopie. Er erlag im Alter von nur 45 Jahren den Folgen seines langjährigen Diabetes-Leidens.

## Angehörige
1853 vermählte sich Johann Nepomuk Czermak in Prag mit Marie von Lämel (1829–1880), einer Tochter des bedeutenden Prager Bankiers Leopold von Lämel, die vom Judentum zum Christentum übergetreten war; das Ehepaar hatte vier Kinder (Heinrich, Ernst Oswald, Sophie Josefine Friederike und Leopold). Ein Sohn von Leopold Czermak und damit Enkel Johann Nepomuk Czermaks war der Pilot Johann Czermak.
Namhafte Brüder:
- Der Psychiater Joseph Czermak (* 25. November 1825 in Prag; † 24. Juli 1872 in Graz), seit 1853 Chefarzt der Irrenanstalt in Brünn und Förderer der Gründung einer mährischen Landes-Irrenanstalt, der heutigen Psychosomatischen Klinik Cernovice, die 1863 in Czernowitz, Bezirk Brünn, unter seiner Leitung eröffnet wurde. 1870 o. Professor der Psychiatrie an der Universität Graz und Direktor der Landesirrenanstalt Feldhof in der Steiermark (heute LKH Graz II Standort Süd).

- Der Historienmaler Jaroslaw Czermak (* 1. August 1830 in Prag; † 23. April 1878 in Paris). 1847 Student an der Kunstakademie in Prag, 1848 Studienreisen nach München, Düsseldorf, Antwerpen und Brüssel. Nach 1852 ständiger Aufenthalt in Paris mit vielfachen Reisen nach Prag, Dalmatien und Montenegro. Seine Bilder zeigen Darstellungen aus der böhmischen und slawischen Geschichte, insbesondere der Montenegriner.

Namhafter Neffe und Großneffe:
- Der Augenarzt Wilhelm Czermak (* 2. Oktober 1856 in Brünn; † 9. November 1906 in Lans/Tirol) war Sohn des Psychiaters Josef Czermak (1826–1872). Er wurde als Student der Medizin in Graz Dr. med. und habilitierte sich für Augenheilkunde. 1892 Professor für Augenheilkunde an der Universität Innsbruck und seit 1895 an der deutschen Karl-Ferdinands-Universität Prag als Nachfolger von Isidor Schnabel (1842–1908) als Vorstand der Augenklinik.

- Der Ägyptologe Wilhelm Czermak (* 10. September 1889 in Wien; † 13. März 1953 in Wien) war Sohn des gleichnamigen Augenarztes. Nach dem Kriegsdienst 1914 bis 1918 während des Ersten Weltkrieges, zuletzt als Kundschaftsoffizier in Aleppo, 1919 Habilitation für hamitische und afrikanische Sprachen. Privatdozent, 1925 a.o. Professor und 1933 o. Professor für Ägyptologie und Afrikanistik an der Universität Wien, 1952/1953 Rektor der Universität.

## Medizinische Publikationen
- Physiologische Studien. Erste Abtheilung. Beiträge zur Physiologie des Gesichtssinnes. In: Sitzungsberichte der Mathematisch-Naturwissenschaftliche Classe der Kaiserlichen Akademie der Wissenschaften. Bd. 12, 1854, ISSN 0375-2488, S. 322–366, (Digitalisat).
- Zur Lehre vom Raumsinn der Haut. In: Untersuchungen zur Naturlehre des Menschen und der Thiere. Bd. 1, 1857, ISSN 0931-8127, S. 183–205, (Digitalisat).
- Physiologische Untersuchungen mit Garcia´s Kehlkopfspiegel. In: Sitzungsberichte der Mathematisch-Naturwissenschaftliche Classe der Kaiserlichen Akademie der Wissenschaften. Bd. 29, 1858, S. 557–584, (Digitalisat).
- Ueber den Kehlkopfspiegel. In: Wiener Medizinische Wochenschrift. Jg. 8, Nr. 13, 1858, Sp. 196–198, (Digitalisat).
- Der Kehlkopfspiegel und seine Verwerthung für Physiologie und Medizin. Eine Monographie. Engelmann, Leipzig 1860, (Digitalisat).
- Ueber das Ohr und das Hören. Vortrag, gehalten am 4. März 1872 im Amphitheater des physiologischen Privatlaboratoriums. Lüderitz, Berlin 1873, (Digitalisat).
- Gesammelte Schriften. 2 Bände (in 3 Bänden). Engelmann, Leipzig, 1879, (Digitalisate: 1, 2, 3).